# Al-Bana
Il razzo al-Banā (in arabo البنا‎?) è un'arma messa a punto dalle Brigate Izz al-Din al-Qassam di Hamas, sotto la direzione di Adnan al-Ghul e Muhammad Deyf. 

Costruito con materiale grossolano e componenti ottenute tramite contrabbando nella Striscia di Gaza, usando i tunnel di Rafah, l'al-Banā è stato il primo esempio, nel corso della Seconda Intifada (Intifada al-Aqsa), delle capacità ingegneristiche di Hamas di produrre armamento relativamente sofisticato. 
Il lanciatore brandeggiabile dell'al-Banā è stato frequentemente impiegato nel corso delle frequenti incursioni delle forze armate israeliane contro i carri armati e i mezzi blindati dell'esercito di Tel Aviv.
L'al-Banā è stato sostituito nel 2003 dal più elaborato Batar e non è stato più usato, quindi, da Hamas. Versioni leggermente modificate dell'al-Banā sono state impiegate da altri gruppi militanti palestinesi. Nel 2004 gli ingegneri di Hamas hanno fornito alle loro formazioni un nuovo razzo, parimenti brandeggiabile: lo Yāsīn.